# Rauvolfia andina
Rauvolfia andina är en oleanderväxtart som beskrevs av Markgraf. Rauvolfia andina ingår i släktet Rauvolfia och familjen oleanderväxter. Inga underarter finns listade i Catalogue of Life.